# Christean Wagner

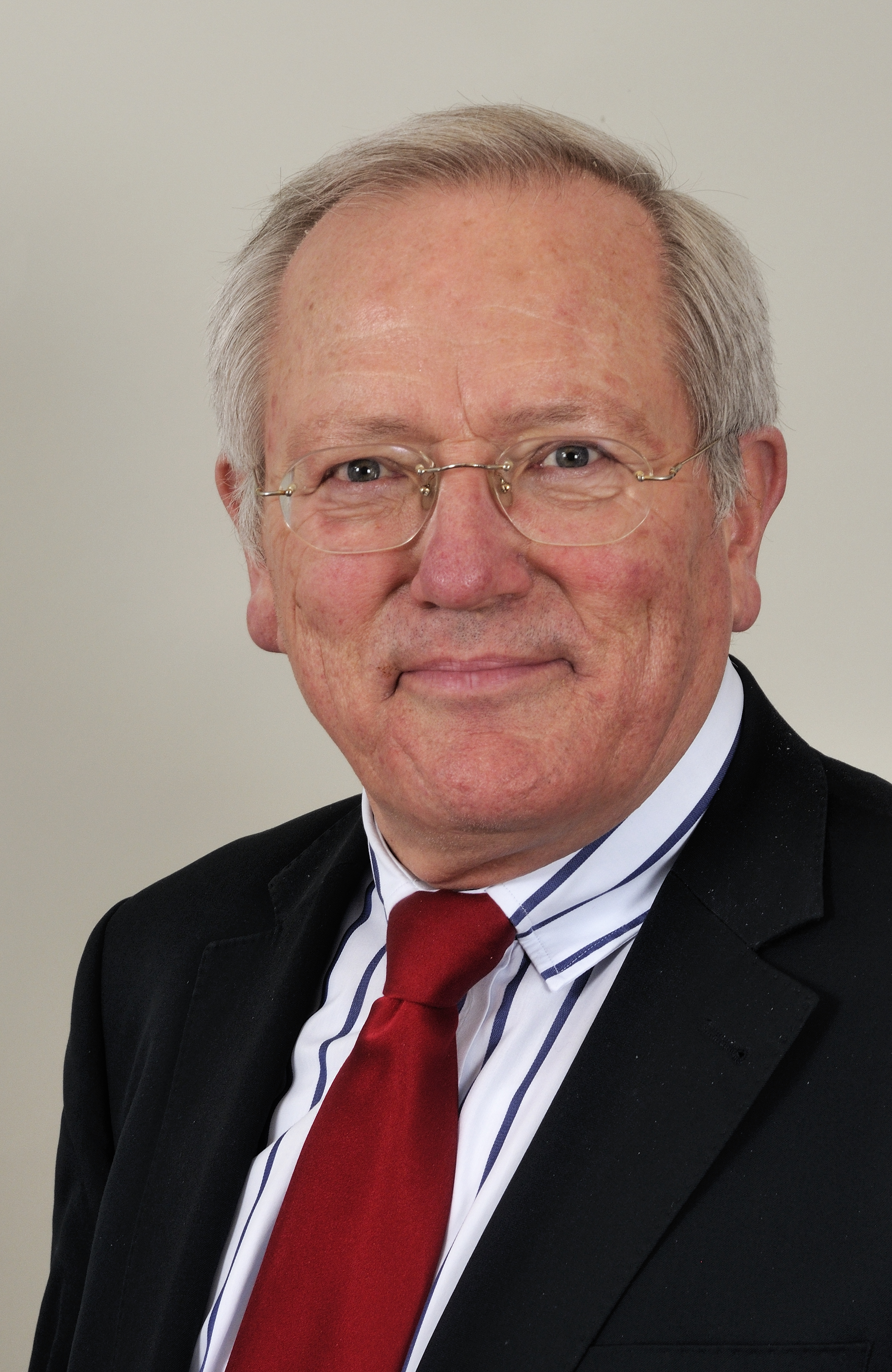
Christean Wagner (2013)

Günther-Christean Wagner (* 12. März 1943 in Königsberg (Preußen); † 4. Juli 2025) war ein deutscher Politiker (CDU). Er war hessischer Kultus- und Justizminister und von November 2005 bis Januar 2014 Vorsitzender der CDU-Fraktion im Hessischen Landtag. Wagner war Mit-Initiator des Berliner Kreises in der Union und seit 2018 Vorsitzender des Zentrums gegen Vertreibungen.

## Leben
Günther-Christean Wagner (kurz: Christean Wagner), Sohn von Ursula Wagner, geborene Meyer, und des kaufmännischen Angestellten Hans-Günther Wagner, war evangelisch und wurde wie sein Vater im Königsberger Dom getauft. Nach Krieg und Vertreibung ließ sich die Familie in Alsfeld nieder, wo Wagner bis zur Gymnasialklasse acht zur Schule ging. Bedingt durch eine berufliche Neuorientierung des Vaters, verzog die Familie nach Bremen, wo Christean Wagner an der Oberschule am Leibnizplatz sein Abitur bestand. Anschließend studierte er von 1962 bis 1966 an der Philipps-Universität Marburg und der Ruprecht-Karls-Universität Heidelberg Rechtswissenschaft. Das Studium und die anschließende Referendarausbildung schloss er mit beiden Staatsexamen (1966 und 1971) ab. 1972 wurde Günther-Christean Wagner mit der Arbeit Individualisierungsprobleme der Teilleistungsklage zum Dr. iur. promoviert.

### Politischer Werdegang
Nach seiner Position als Stadtdirektor im niedersächsischen Holzminden von 1972 bis 1975 setzte Wagner seine politische Laufbahn in Hessen fort, von 1977 bis 1981 als Vorsitzender des Gemeinderats seines Wohnortes Lahntal. Von 1975 bis 1981 war er Erster Kreisbeigeordneter des Landkreises Marburg-Biedenkopf und danach dort von 1981 bis 1985 Landrat. Er führte dort zu Beginn seiner Amtszeit als erster hessischer Landrat ein Umweltamt ein. Er war auch stellvertretender Vorsitzender der Kommunalpolitischen Vereinigung Hessen und Mitglied des Bundesvorstandes der Kommunalpolitischen Vereinigung CDU/CSU-Deutschland.
Von 1986 bis 1987 war Wagner Staatssekretär im Bundesumweltministerium und 1987–1991 Kultusminister in Hessen. Er wurde bei der Landtagswahl in Hessen 1991 über die Landesliste in den Hessischen Landtag gewählt und übernahm nach dem Sieg der CDU bei der Landtagswahl in Hessen 1999 das Amt des Justizministers. In seinem Wahlkreis Marburg-Biedenkopf I konnte er 2003 und 2009 das Direktmandat gewinnen. Am 15. November 2005 wurde Wagner zum Vorsitzenden der CDU-Fraktion im hessischen Landtag gewählt. Dieses Amt hatte zuvor Franz Josef Jung inne, der am 22. November 2005 als Bundesminister der Verteidigung vereidigt wurde. Vom 19. November 2007 bis zum 6. Mai 2013 war Wagner zudem Vorsitzender der CDU/CSU-Fraktionsvorsitzendenkonferenz in Deutschland. Bei der Landtagswahl in Hessen 2013 trat er nicht mehr an.
Er war Vorsitzender des Finanzausschusses des Hessischen Landkreistages und des Rechtsausschusses. Außerdem war Wagner seit 1989 Mitglied im Kreistag des Landkreises Marburg-Biedenkopf.
Wagner war Mit-Initiator des Berliner Kreises in der Union, einer informellen Gruppe von Landtags-, Bundestags- und Europaabgeordneten von CDU und CSU. Ziel des Berliner Kreises war eine deutlichere Profilierung der Union und Rückbesinnung auf ihre „christlich-sozialen, wirtschaftsliberalen und wertkonservativen“ Wurzeln. Insbesondere sollten die zahlreichen ehemaligen Wähler und Stammwähler der Union angesprochen und für die Union zurückgewonnen werden.

### Sonstiges Engagement
Wagner war Mitglied in der Studentenverbindung ATV Marburg und Vorsitzender von deren Korporationsaltherrenverband. Wagner war Vorsitzender des DRK-Kreisverbands Marburg und des Verwaltungsrats der Kreissparkassen Marburg und Biedenkopf.

### Privates
Wagner lebte in Lahntal-Goßfelden und war in dritter Ehe verheiratet. Seine erste Ehe mit Roswitha Wagner, geborene Grychtolik, wurde 1970 geschlossen und im April 1999 geschieden. Aus der Ehe gingen drei Kinder hervor. Vor dem Marburger Amtsgericht und dem Bundesgerichtshof wurden mehrere Rechtsstreite zwischen Wagner und seiner früheren Familie geführt.

## Politische Positionen

### Schul- und Hochschulpolitik
Wagner war ein entschiedener Gegner der Gesamtschule.  Stattdessen vertrat er die unter Walter Wallmann eingeführte „Wahlfreiheit“, d. h. das Wahlrecht der Eltern zwischen Gesamtschule und gegliedertem Schulsystem. Als Fraktionsvorsitzender sprach sich Wagner bis 2008 immer für Studiengebühren für Langzeitstudenten aus und unterstützte die Einführung von allgemeinen Studiengebühren.

### Elektronische Fußfesseln für kriminelle Langzeitsarbeitslose
In seiner Zeit als Justizminister war Wagner Initiator der sogenannten elektronischen Fußfessel und des § 238 Strafgesetzbuch (Stalking).
An verschiedenen Äußerungen Wagners, der als Kopf des konservativen CDU-Flügels galt, entzündete sich Kritik der Opposition: So sprach sich Wagner in einer offiziellen Presseerklärung des Hessischen Justizministeriums vom 10. März 2005 für den Einsatz elektronischer Fußfesseln zur „Motivation“ krimineller Langzeitsarbeitsloser aus.

### Strafvollzug
Als Justizminister kündigte Wagner an, den „härtesten Strafvollzug“ Deutschlands umzusetzen.

### Abschiebung von Ausländern
Im Landtagswahlkampf 2008 sprach sich Wagner für die sofortige Abschiebung von Ausländern aus, wenn sie Einheimische mit den Worten „Scheiß-Deutscher“ beleidigen. Er wolle „nicht den Eindruck haben, als ob wir unterwandert werden nach und nach hier in unserem Vaterland“.

### Profilschärfung der CDU
Nach der Entlassung von Norbert Röttgen im Mai 2012 sagte Wagner im Magazin Focus, dass er sich eine Profilschärfung wünsche. „Wir müssen uns auf unser C [christlich] besinnen und klare wirtschaftsliberale Akzente setzen.“

### Biblische Schöpfungsgeschichte im Biologieunterricht
Wagner unterstützte zusammen mit Roland Koch das in der Öffentlichkeit stark kritisierte Vorhaben von Karin Wolff, die biblische Schöpfungsgeschichte künftig im Biologieunterricht zu behandeln. Zahlreiche Medien sahen in diesem Vorschlag einen Versuch der Etablierung des Kreationismus in hessischen Schulen, nachdem Wolff zuvor erklärt hatte, dass sie keinen Widerspruch zwischen der biologischen Evolutionstheorie und der Erklärung in der Bibel sehe.

## Ehrungen
1991 erhielt Christean Wagner den  Verdienstorden der Bundesrepublik Deutschland (Bundesverdienstkreuz am Bande).